# Murray (Nebraska)
Murray is een plaats (village) in de Amerikaanse staat Nebraska, en valt bestuurlijk gezien onder Cass County.

## Demografie
Bij de volkstelling in 2000 werd het aantal inwoners vastgesteld op 481. In 2006 is het aantal inwoners door het United States Census Bureau geschat op 525, een stijging van 44 (9,1%).

## Geografie
Volgens het United States Census Bureau beslaat de plaats een oppervlakte van 0,6 km², geheel bestaande uit land. Murray ligt op ongeveer 356 m boven zeeniveau.

## Plaatsen in de nabije omgeving
De onderstaande figuur toont nabijgelegen plaatsen in een straal van 20 km rond Murray.